# Home Nations Championship femminile 1996
L'Home International Championship (in inglese 1996 Women's Home Nations Championship) fu la 1ª edizione del torneo rugbistico che vedeva annualmente confrontarsi le nazionali femminili di Galles, Inghilterra, Irlanda e Scozia.
Dopo il superamento della squadra unificata di Gran Bretagna, attiva negli anni ottanta, e la nascita delle singole nazionali delle isole britanniche (Inghilterra e Galles nel 1987 e Irlanda e Scozia nel 1993), le rispettive federazioni diedero vita a un torneo sulla falsariga di quello maschile, la cui prima edizione si tenne nel 1996.
La formula fu identica al corrispettivo degli uomini: girone unico con gare di sola andata e la prima edizione si risolse in una vittoria con Grande Slam dell'Inghilterra che concesse solo 19 punti in tutto il torneo.

## Risultati
| Dublino 21 gennaio 1996                           | Irlanda | 3 – 21 referto         | Scozia | RDS Arena |
| mt Brodie Cave Williamson Shrieves c.p. Craig (2) |         |                        |        |           |
|                                                   |         |                        |        |           |
|                                                   | mt      | Brodie Cave Williamson |        |           |
| Shrieves                                          | c.p.    | Craig (2)              |        |           |

| Leicester 4 febbraio 1996                                                                           | Inghilterra | 56 – 3 referto | Galles | Welford Road (1500 spett.) |
| Clayton Burns George Mitchell Molyneux (2) Wallace Twigg mt Mather (5) tr Burns Mather c.p. Bennett |             |                |        |                            |
| |             |                |        |                            |
| Clayton Burns George Mitchell Molyneux (2) Wallace Twigg                                            | mt          |                |        |                            |
| Mather (5)                                                                                          | tr          |                |        |                            |
| Burns Mather                                                                                        | c.p.        | Bennett        |        |                            |

| Bridgend 18 febbraio 1996             | Galles | 11 – 6 referto | Scozia | Brewery Field |
| Rickard mt Bennett (2) c.p. Craig (2) |        |                |        |               |
|                                       |        |                |        |               |
| Rickard                               | mt     |                |        |               |
| Bennett (2)                           | c.p.   | Craig (2)      |        |               |

| Dublino 3 marzo 1996                                                         | Irlanda | 22 – 6 referto    | Galles | Donnybrook |
| Rickard 19’, 80’ Evans 45’ Dent 66’ mt Bennett 66’ tr c.p. 25’, 39’ Shrieves |         |                   |        |            |
|                                                                              |         |                   |        |            |
| Rickard 19’, 80’ Evans 45’ Dent 66’                                          | mt      |                   |        |            |
| Bennett 66’                                                                  | tr      |                   |        |            |
|                                                                              | c.p.    | 25’, 39’ Shrieves |        |            |

| Edimburgo 3 marzo 1996                                                        | Scozia | 8 – 12 referto         | Inghilterra | Meggetland |
| Edwards 80’ mt 54’ George 80’ tecnica Kennedy 80’ tr 54’ Burns Craig 45’ c.p. |        |                        |             |            |
|                                                                               |        |                        |             |            |
| Edwards 80’                                                                   | mt     | 54’ George 80’ tecnica |             |            |
| Kennedy 80’                                                                   | tr     | 54’ Burns              |             |            |
| Craig 45’                                                                     | c.p.   |                        |             |            |

| Sunbury-on-Thames 17 marzo 1996 | Inghilterra | 43 – 8 referto | Irlanda | The Avenue |
| Molyneux 10’, 45’ Gregory 15’ Wallace 20’ Edwards 52’ Mather 58’ Burns 68’ mt 77’ Fitzgerald Burns 15’ Mather 46’, 52’, 58’ tr c.p. 62’ Shrieves |             |                |         |            |
| |             |                |         |            |
| Molyneux 10’, 45’ Gregory 15’ Wallace 20’ Edwards 52’ Mather 58’ Burns 68’                                                                       | mt          | 77’ Fitzgerald |         |            |
| Burns 15’ Mather 46’, 52’, 58’ | tr          |                |         |            |
| | c.p.        | 62’ Shrieves   |         |            |

## Classifica
| Pos | Squadra     | G | V | N | P | PF | PS | DP  | Pt |
| --- | ----------- | - | - | - | - | -- | -- | --- | -- |
| 1   | Inghilterra | 3 | 3 | 0 | 0 | 80 | 19 | +61 | 6  |
| 2   | Scozia      | 3 | 1 | 0 | 2 | 35 | 23 | +12 | 2  |
| 3   | Irlanda     | 3 | 1 | 0 | 2 | 30 | 39 | −9  | 2  |
| 4   | Galles      | 3 | 1 | 0 | 2 | 20 | 84 | −64 | 2  |